# Ross Rizley

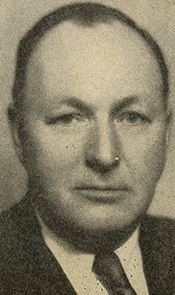
Ross Rizley

Ross Rizley (* 5. Juli 1892 bei Beaver, Beaver County, Oklahoma; † 4. März 1969 in Oklahoma City, Oklahoma) war ein US-amerikanischer Politiker. Zwischen 1941 und 1949 vertrat er den achten Wahlbezirk des Bundesstaates Oklahoma im US-Repräsentantenhaus.

## Werdegang
Ross Rizley wurde auf einer Farm in der Nähe von Beaver geboren. Er besuchte die öffentlichen Schulen seiner Heimat und unterrichtete später selbst in den Grundschulen im Beaver County. Zwischen 1911 und 1912 war Rizley Grundbuchbeamter in diesem County. Nach einem Jurastudium an der University of Kansas City und seiner 1915 erfolgten Zulassung als Rechtsanwalt begann er in Beaver in seinem neuen Beruf zu arbeiten. Zwischen 1918 und 1920 war er Bezirksstaatsanwalt im Beaver County. Danach zog er nach Guymon im Texas County. Auch in seiner neuen Heimat arbeitete er als Rechtsanwalt. Zwischen 1924 und 1932 war er Mitglied des Schulrats von Guymon und von 1928 bis 1938 war er juristischer Vertreter dieser Stadt.
Politisch war Rizley Mitglied der Republikanischen Partei. Von 1931 bis 1934 gehörte er dem Senat von Oklahoma an. 1938 kandidierte er erfolglos für das Amt des Gouverneurs von Oklahoma. In den Jahren 1932, 1936 und 1948 war er Delegierter zu den jeweiligen Republican National Conventions. 1940 wurde er in das US-Repräsentantenhaus in Washington, D.C. gewählt, wo er am 3. Januar 1941 die Nachfolge von Phil Ferguson antrat. Nach drei Wiederwahlen konnte Rizley bis zum 3. Januar 1949 insgesamt vier Legislaturperioden im Kongress absolvieren. Dort war er in seiner letzten Amtszeit Vorsitzender des Sonderausschusses zur Kontrolle der Wahlkampfausgaben.
1948 verzichtete Rizley auf eine weitere Kandidatur für das Repräsentantenhaus. Stattdessen bewarb er sich erfolglos um einen Sitz im US-Senat. Danach arbeitete er als Anwalt für das Postministerium; von 1953 bis 1954 war er Abteilungsleiter im Landwirtschaftsministerium. Zwischen 1955 und 1956 war Rizley Mitglied im zivilen Luftfahrtausschuss. Von 1956 bis zu seinem Tod im Jahr 1969 fungierte er als Richter am Bundesbezirksgericht für den westlichen Distrikt von Oklahoma.
Seine Tochter war die Schauspielerin Claudia Bryar (1918–2011).